# 球閥

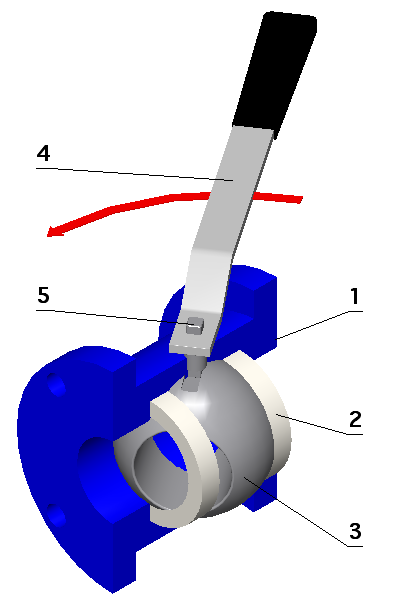
球形閥剖視圖部分組成：⒈閥體 ⒉內襯 ⒊閥球體 ⒋槓桿手柄⒌轉軸

球閥(Ball valve)是一種流体流量控制裝置，使用中空、多孔且可擺動的球來控制流經它的流體。當球中央的孔與流入口對齊時，它處於打開狀態，當它被閥手柄擺動90度時，封閉孔，使流體停止流動。在打開時，手柄與流動方向保持平齊，而在關閉時，手柄垂直於流動方向，便於視覺上確認閥的狀態。關閉位置的1/4旋轉可以是順時針或逆時針方向。
球閥耐用，經過多次循環後性能良好，可靠，即使長時間不使用後仍能安全封閉。這些特點使其成為切斷和控制應用的優秀選擇，通常優於閘閥和截止閥，但在節流應用中它們缺乏細微的控制。
球閥的易操作性、維修和多功能性使其在廣泛的工業應用中得到應用，支持最高達1,000 bar（100 MPa；15,000 psi）的壓力和最高達750 °F（400 °C）的溫度，具體取決於設計和使用的材料。尺寸通常範圍從0.2到48英寸（5到1200毫米）。閥體由金屬、塑料或金屬與陶瓷製成；浮動球通常鍍鉻以提高耐用性。球閥的一個缺點是，當用於控制水流時，它們在關閉位置時會將水困在中央腔室中。在環境溫度下降到冰點以下的情況下，側面可能會因冰形成而破裂。在這種情況下，通常可以通過絕緣或加熱帶來一些措施來防止損壞。寒冷氣候的另一個選擇是“耐凍球閥”。這種風格的球閥在側面設有一個凍結塞，以防凍結時，凍結塞破裂，充當“犧牲”故障點，使維修更容易。無需更換整個閥，只需安裝新的凍結塞即可。
對於低溫流體或可能在球內膨脹的產品，閥的上游側設有一個通風孔。這被稱為通風球。
球閥不應與“球檢閥”混淆，後者是一種使用實心球防止不希望的回流的檢閥類型。
其他類型的四分之一轉閥包括蝶閥、插板閥和防凍球閥。

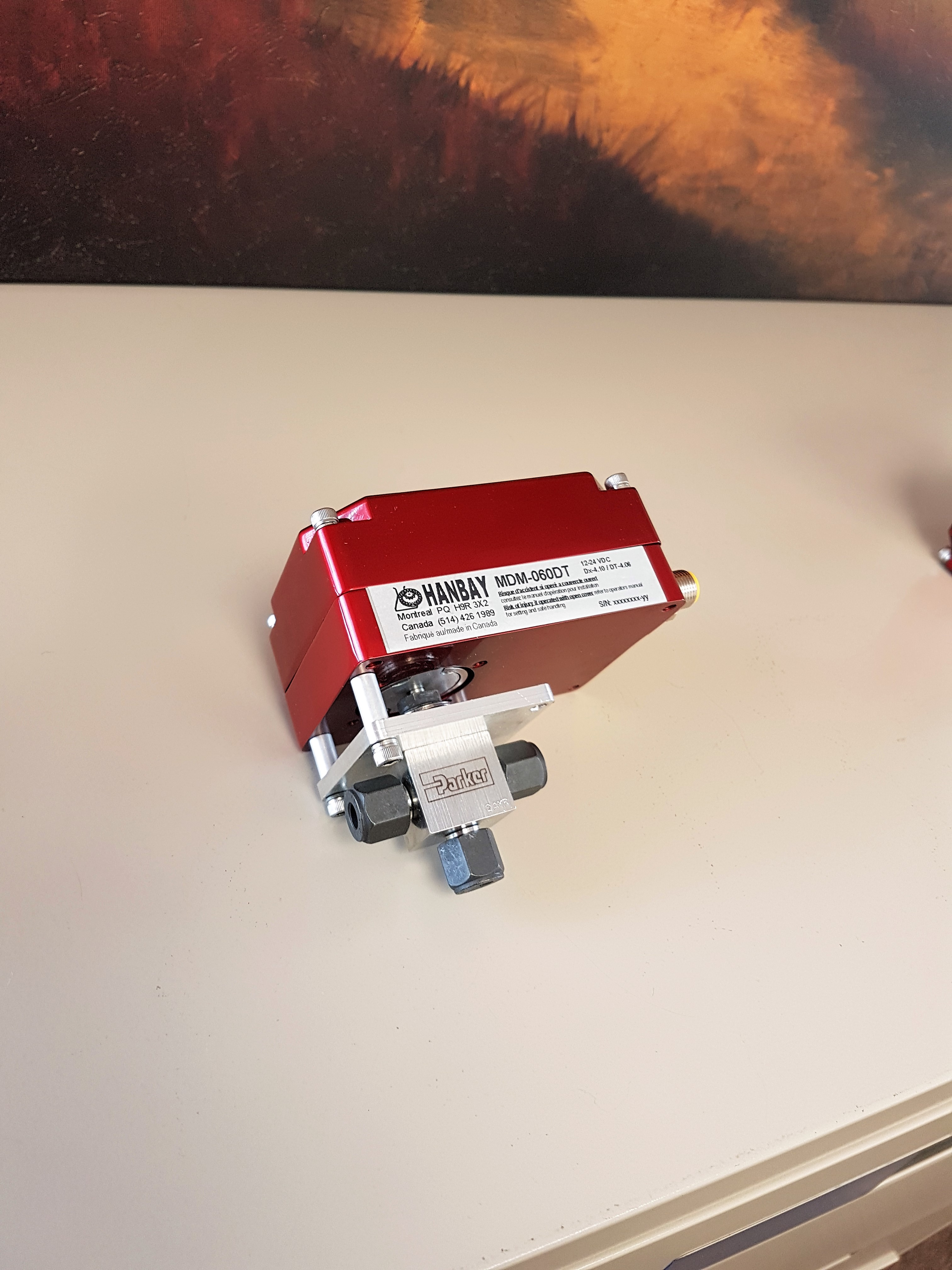
自动三通球阀

## 類型

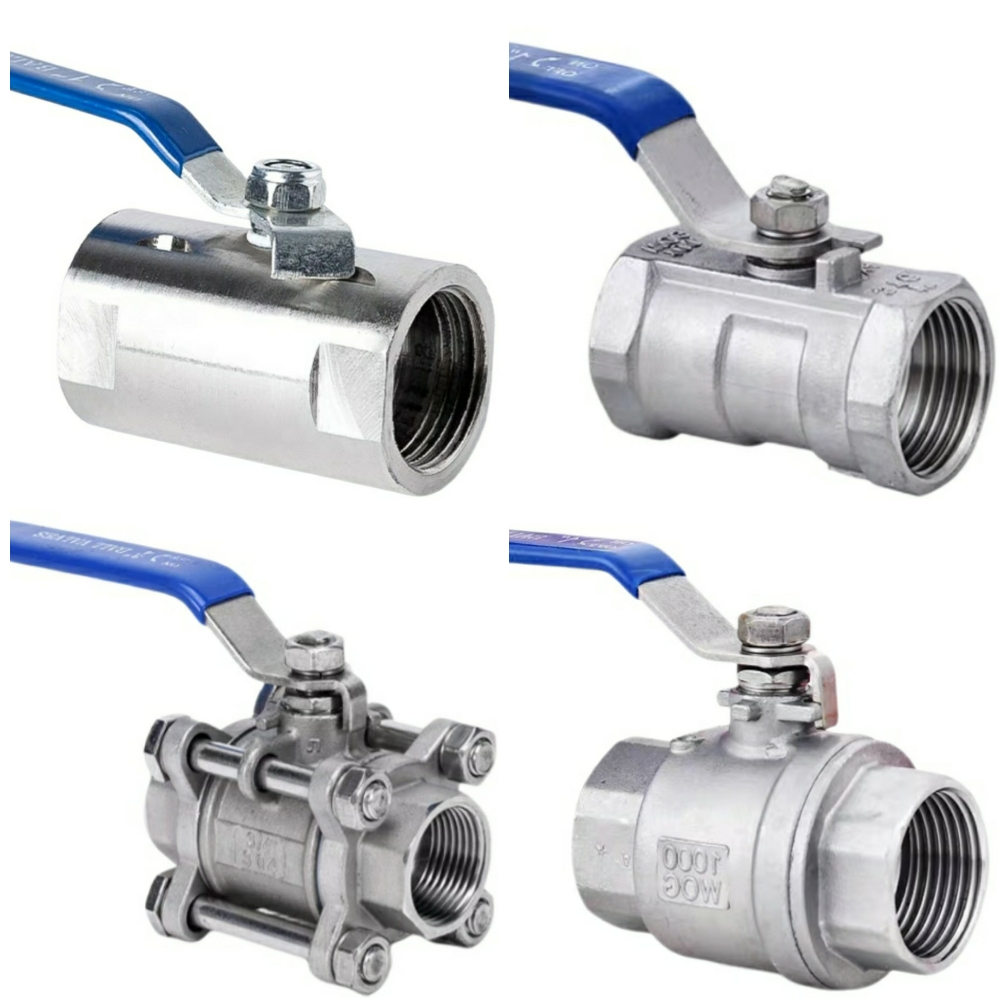
（左上角起始，顺时针）广式球阀，一片式球阀，两片式球阀，三片式球阀

球閥有五種一般的主體結構，以結構數目命名的有一片（體）式結構、二片（體）式結構、三片（體）式結構；以結合方式命名的為分體結構、頂入式結構和焊接結構。它們的區別基於閥的各個部分，尤其是包含球本身的外殼，是如何製造和組裝的。每種情況下閥的操作原理都是相同的。
單體結構提供非常堅固的構造，在某些版本中球可以從閥中取出而不必將整個閥取出線路，然而多體結構提供更大的設計靈活性。
此外，還有與球機構本身的通孔相關的不同風格。根據工作壓力的不同，球閥被分為低壓球閥和高壓球閥。在大多數行業中，工作壓力超過3,000 psi（210 bar）的球閥被視為高壓球閥。通常，高壓球閥的最大工作壓力為7,500 psi（520 bar），具體取決於結構、尺寸和密封材料。高壓球閥的最大工作壓力可達15,000 psi（1,000 bar）。高壓球閥通常用於液壓系統，因此也被稱為液壓球閥。
直徑2英寸（51）以下的球閥通常有單體、二體或三體設計。單體球閥幾乎總是縮小孔徑，價格相對較低，通常是替換而不是修復。二體球閥通常具有稍微縮小（或標準）孔徑，可以是一次性使用或可維修的。三體設計允許輕松地從管線中拆卸包含球、桿和密封的閥的中心部分。這有助於高效地清理沉積的沉澱物，更換密封和填料，磨掉球上的小刮痕，而無需將管道從閥體中取出。三體閥的設計理念是可維修的。每個閥都要被加熱到一定程度，同時從主體上剪掉多余的材料。

### 一（或二、三）片式球閥
一片式球阀是小口径内螺纹连接的整体一段式阀体，常用于小尺寸阀门。二片式球阀，又称两片式球阀，小口径内螺纹连接，阀体分为两部分，对扣形式，通常用于一般阀门。三片式球阀，内螺纹连接，阀体分为三部分，常用于较大及重要的阀门。 一体式球阀、二片式球阀和三片式球阀在阀体结构上大不相同。
1. 一片式球阀通过一个塞头将球体固定，具有体积小、密封可靠、结构简单、维修方便的特点。阀球体部位是缩径的（缩口球阀），即比螺纹口径小一些。广式球阀是一种一片式球阀，只是外形上的区别在于广式球阀整体为圆柱状，切出了卡位。
2. 二片式球阀之结构由两片阀体夹住球体固定而成，阀球体部位与接口处的内径相差不大（全通球阀）。此种阀维修较复杂，中间螺栓的松紧度关系到是否泄漏，不适用于高压情况。
3. 三片式球阀（全通球阀）类似于二片式，但球体中间多了一个阀体，再由两边带颈法兰夹住。三片式球阀最易拆卸。

### 全通球閥
全通球閥（Full bore）具有超大的球體，使得球體中的孔與管道相同大小，減小摩擦損失。流體通過時無阻礙，但由於閥門較大且成本較高，因此僅在需要自由流動的情況下使用，例如需要清管的管道中。

### 縮口球閥（縮徑球閥）
縮口球閥（Reduced bore, or reduced port）中，流體通過閥門的管徑比閥門的管徑小一個管徑，導致流通面積小於管道。由於流體的流出保持恆定，等於流通面積(A)乘以速度(V)，即{\displaystyle A_{1}V_{1}=A_{2}V_{2}}，隨著流通面積的減小，速度增加。

### V口球閥
V口球閥具有'v'形球體或'v'形座椅。這使得流動特性呈線性和均等百分比。當閥門處於閉合位置並開始打開時，'v'形的小端首先打開，這在此階段保持穩定的流量控制。這種設計通常需要更堅固的結構，因為流體的速度較高，可能損壞標準閥門。如果加工正確，這些是優秀的控制閥，提供優越的密封性能。

### 空腔球閥
球閥解決了一些行業在使用球閥時遇到的殘留物的問題。為了避免流體進入缺口，必須堵塞缺口，可以通過將座椅延伸以始終與球體接觸的方式來實現。這種球閥稱為空腔填充球阀（Cavity Filler Ball Valve）。

### 轴式（支承式）閥門, 浮動閥和電動閥
轴座式球阀在顶部和底部都有额外的球体机械锚定，适用于更大和更高压力的阀门（一般在3.9 psi(10英寸)和580 psi (40bar)以上）。
浮动球阀是指球不被耳轴固定在适当位置的球阀。在正常操作中，这将导致球向下游微微漂浮。这会导致阀座机构在压在其上的球的作用下压缩。此外，在某些类型中，在某些力导致阀座机构消散的情况下(例如阀门外部的火焰产生的极高热量)，球会一直漂浮到金属阀体上，金属阀体设计用于密封球体，从而提供某种程度的故障保护设计。
手动操作的球阀可以快速关闭，因此存在水錘危险。有些球阀配备了一个执行器，可以是气动的、液压的或电动的。这些阀门既可以用于开启/关闭，也可以用于流量控制。气动流量控制阀还配备了定位器，该定位器将控制信号相应地转换为执行器位置和阀门开度。

### 多口球閥

三通球阀原理图：L形球阀向右，T形向左

- 三通和四通中间有一个L或T形孔。流的不同组合如图所示。很容易看出，T形阀可以将任何一对端口或所有三个端口连接在一起，但45度的位置可能会断开所有三个端口，这不会留下任何出错的余地。L阀可以将中心端口连接到两侧端口，也可以将三个端口全部断开，但不能将侧端口连接在一起。
- 市面上也有4口或更多通道的多口球阀，入口通道通常与排气口平面垂直。对于特殊应用，例如驱动气动马达从正向到反向，通过旋转单杆四通阀来执行操作。四通球阀在球体上有两个L形状的端口，它们不相互连接，有时被称为“×”端口。

## 結構材質

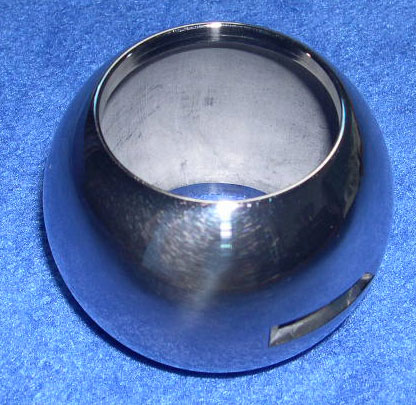
钛球阀球体

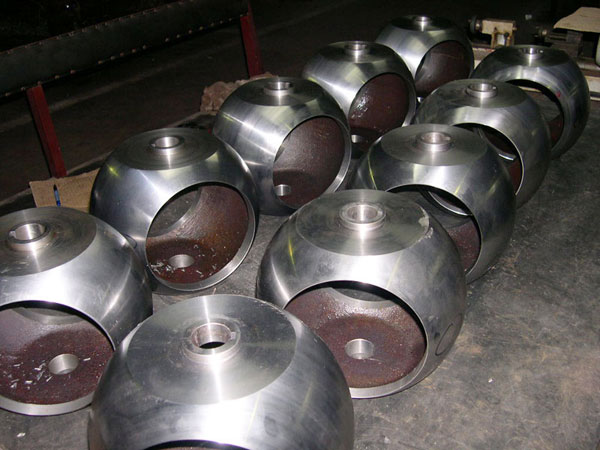
合金球阀球体

閥體材质可以包括但不限于以下任何材质：
- 不鏽鋼
- 黃銅
- 青铜
- 鉻（鍍層）
- 鈦
- PVC
- CPVC（英语：Chlorinated polyvinyl chloride）
- PFA（英语：Perfluoroalkoxy alkane）（內襯）

球阀中也有许多不同类型的阀座和密封件。阀门通常使用不同的材料制造，由于其化学兼容性、压力和温度，每种材料都有它们适合的特定应用。一些常用的材料包括黄铜、不锈钢、青铜等。这些材料的选择确保阀门适合各自的功能，在不同的行业和应用中提供高效和可靠的性能。
- TMF (valve seat)[10]
- Delrin
- Reinforced PTFE (RTFE)
- 聚三氟氯乙烯（英语：Polychlorotrifluoroethylene） (PCTFE; Kel F)
- 金属
- 尼龙
- PEEK
- 50/50 (valve seat)
- 原始(未填充)聚四氟乙烯
- 超高分子量聚乙烯（英语：Ultra-high-molecular-weight polyethylene）(UHMWPE)
- Graphoil
- Viton

## 外部連結
- Valveman brand Kompact Series Wafer Type Ball Valve
- 球閥 （页面存档备份，存于）
- 好閥不怕火煉 BVL33鑄造球閥系列 （页面存档备份，存于）